# Марш рівності (Київ)
Марш рівності — правозахисна хода на підтримку рівних прав для ЛГБТ+, яку організовує ГО «КиївПрайд» наприкінці червня у рамках Міжнародного прайд-тижня.

## Історія

### 2012
Перший Марш мав відбутися у Києві 20 травня 2012 року, однак його було скасовано через загрозу сутичок із супротивниками акції. Вздовж маршруту слідування колони збиралися противники ходи.

### 2013
Марш було заплановано на День Києва 25 травня. Кілька десятків учасників мали пройти проспектом Берестейським (тоді — проспект Перемоги) від станції метро «Шулявська» до Кіностудії імені Олександра Довженка.

### 2014
Захід було скасовано через те, що міліція не змогла забезпечити порядок зібрання.

### 2015
Марш пройшов 6 червня на Оболонській набережній. Участь у ході узяли близько 250 осіб, правопорядок охороняли кількасот правоохоронців. Марш супроводжувався провокаціями представників націоналістичних організацій, в учасників ходи кидались димові шашки та петарди, розприскувався сльозогінний газ, у результаті чого було поранено 9 співробітників МВС. Окрім міліціонерів, від нападників також постраждали учасники ходи.

### 2016
Марш пройшов 12 червня. Подія набула широкого розголосу, ще до проведення. Безпеку на Марші забезпечували понад 6 тисяч правоохоронців. Про це заявила глава Нацполіції Хатія Деканоідзе. За різними оцінками, у Марші взяло участь від однієї до двох тисяч осіб. Організація «Human Rights Watch» вперше була задоволена проведенням «Маршу рівності» в Києві.

### 2017
2017 року Марш рівності відбувся 18 червня. Попередньо було заплановано, що колона учасників пройде центром Києва від Будинку вчителя до площі Українських Героїв вулицями Володимирською та Гетьмана Павла Скоропадського. Однак, через блокування активістами Правого сектора вулиці Володимирської та парку Шевченка колона змінила маршрут, проте дісталася запланованого кінцевого пункту, пройшовши бульваром Шевченка та вулицею Терещенківською. Акція була спрямована на підтримку прав ЛГБТ-спільноти в Україні, тому крім представників ЛГБТІК-спільноти на марші були присутні також ті, хто підтримує відсутність дискримінації за сексуальної орієнтації. Учасниками Маршу рівності 2017 стали близько 3 тисяч осіб, серед яких були посол Канади Роман Ващук, посол Великої Британії Джудіт Гоф, депутат Європарламенту Ребекка Гармс, перший заступник міністра економіки України Максим Нефьодов.

### 2018
2018 році Марш рівності відбувся 17 червня. Під час проведення Маршу рівності, київська влада перекрила станції метро «Палац спорту», «Театральна» та «Площі Українських Героїв», задля забезпечення повної безпеки для учасників акції. В марші взяло участь близько 5 000 осіб.

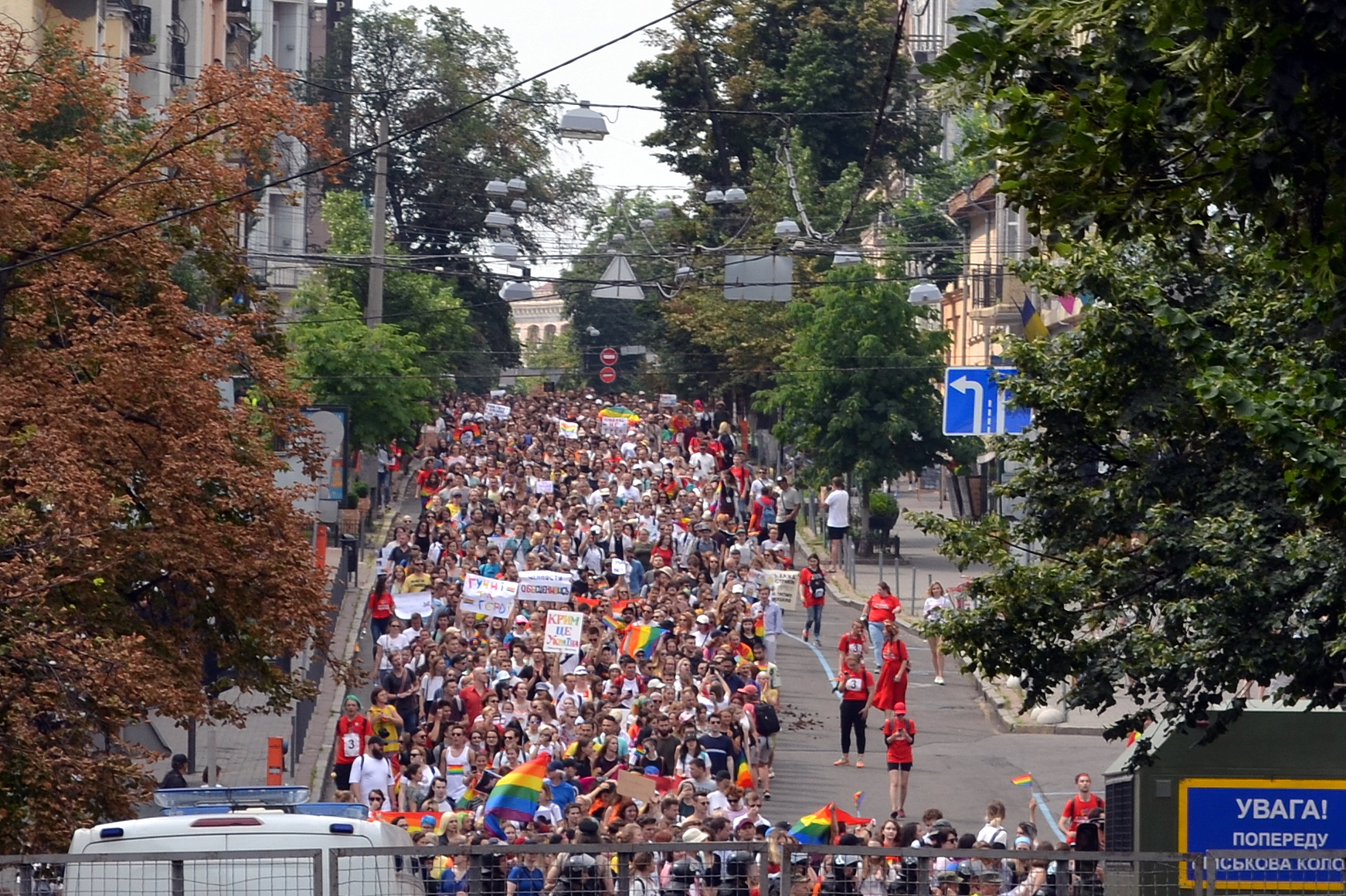
Марш рівності у Києві (2019)

### 2019
Марш відбувся 23 червня під пильним наглядом поліції. Темою маршу було оголошено «Свобода. Єдність. Боротьба», а головним гаслом — «Наша традиція — це свобода!». У Марші рівності вперше взяли участь понад 30 організованих колон. Серед яких були: колона ЛГБТ+ військових на чолі з Віктором Пилипенком, колона ЛГБТ+ людей з інвалідністю, колона батьків ЛГБТ+ дітей, Центру громадського здоров'я МОЗ України та інші.. У Марші взяло участь понад 8 000 осіб.
На відеозвернення організаторів «КиївПрайду» підтримати тисячі українців президент України не відреагував.

### 2021
Марш пройшов 19 вересня, серед вимог людей на марші — запровадження законодавства про злочини на ґрунті нетерпимості. Пройшли всі заплановані заходи та акції, серйозних правопорушень зафіксовано не було.

### 2024
Проведення маршу було заплановано на 16 червня — спершу в метро, але згодом місце проведення змінили, не назвавши нового з міркувань безпеки. Закликами маршу були ухвалення законопроєктів № 9103 про цивільні партнерства і № 5488 про захист від дискримінації та злочинів на ґрунті нетерпимості, а також, до світової спільноти, допомога Україні озброєнням. Марш став першим від початку повномасштабного російського вторгнення.

### 2025
2025 року Марш рівності відбувся у Києві у суботу 14 червня, в ньому за словами організаторів взяло участь 1500 людей, захід тривав близько години. Учасниками заходу стали ЛГБТ-військові, представники ЄС, посольств низки західних держав, також були колони Студпарламенту КНУ ім. Шевченка та Ukraine Global Scholars. У Львові на аналогічну акцію зібралося близько трьох десятків людей у сквері біля пам'ятника «Просвіті». Після Маршу середмістям Києва пройшла «Хода на захист сім'ї, дітей та України».

## Критика
Противниками проведення подібних акцій виступають консервативні рухи на кшталт «Любов проти гомосексуалізму» та «Всі разом за сім'ю» тощо. Дмитро Гордон назвав марш «пропагандою ЛГБТ-відносин».

## Підтримка
- 2015 — на підтримку «КиївПрайду» виступили депутат Сергій Лещенко, письменниці Лариса Денисенко та Ірена Карпа, поет Олег Барліг, журналістка Ірина Славінська, ді-джей Anna Lee[33].
- Президент Порошенко заявив, що не бачить перешкод для проведення Маршу рівності, оскільки це є конституційним правом кожного громадянина, хоча сам у ньому участі не братиме[34].
- 2016 — у Київському метро було розміщено метролайти із закликами відомих українців (активістів, журналістів, бійців АТО, волонтерів) до поваги прав кожної людини[35]. Зокрема, була підтримана КМДА, депутатами Верховної ради: Сергієм Лещенком[36], Світланою Заліщук, Мустафою Найємом, мером Києва Віталієм Кличком[37]. Марш також підтримала низка громадських активістів, волонтерів/ок та представників шоу-бізнесу, таких як: Камалія, Монро, Урсула[38], Агата Вільчек та інших.
- 2019 — інформаційну кампанію «Борітеся — поборете!», присвячену Міжнародному дню боротьби з гомофобією, трансфобією та біфобією, підтримали діячі шоу-бізнесу, телебачення, а також політики та дипломати. Зокрема: Джудіт Гоф, Оснат Лубрані, Світлана Заліщук, Ольга Сумська, Яніна Соколова, Майкл Щур, Дмитро Шуров, Діва Монро, Анатолій Анатоліч, Tayanna, Злата Огнєвіч, Луна, Аліна Паш, Yuko, Kadnay, Kazka та інші.

## Кінематограф
- 2015 — документальна стрічка «Гордість України» про виникнення й заборону Маршу рівності 2014 року.
- 2019 — документальний фільм Громадського Телебачення «Пригоди Юри й Борі в Содомському Гоморі» про проведення Маршу рівності 2019.